# Chicago Men's Challenger 2024
Il Chicago Men's Challenger 2024 è sato un torneo maschile di tennis professionistico. È stata la 3ª edizione del torneo, facente parte della categoria Challenger 75 nell'ambito dell'ATP Challenger Tour 2024, con un montepremi di 82 000 $. Si è giocato dal 22 al 28 luglio 2024 sui campi in cemento del XS Tennis Village di Chicago, negli Stati Uniti.

## Partecipanti

### Teste di serie
| Nazionalità   | Giocatore        | Ranking* | Testa di serie |
| ------------- | ---------------- | -------- | -------------- |
| Francia       | Térence Atmane   | 120      | 1              |
| Francia       | Benjamin Bonzi   | 136      | 2              |
| Francia       | Hugo Grenier     | 164      | 3              |
| Canada        | Gabriel Diallo   | 165      | 4              |
| Canada        | Alexis Galarneau | 167      | 5              |
| Cina          | Bu Yunchaokete   | 174      | 6              |
| Hong Kong     | Coleman Wong     | 179      | 7              |
| Corea del Sud | Hong Seong-chan  | 181      | 8              |

* Ranking al 15 luglio 2024.

### Altri partecipanti
I seguenti giocatori hanno ricevuto una wild card per il tabellone principale:
- Nishesh Basavareddy
- Learner Tien
- Andrew Fenty

Il seguente giocatore è entrato in tabellone come special exempt:
- Térence Atmane

Il seguente giocatore è entrato in tabellone come alternate:
- Brandon Holt

I seguenti giocatori sono passati dalle qualificazioni:
- Jacob Fearnley
- Mark Lajal
- Michael Zheng
- Aidan Mayo
- Wu Tung-lin
- James Trotter

## Punti e montepremi
| Torneo    | Torneo              | V     | F     | SF    | QF    | 2T    | 1T  | Q | Q2  | Q1  |
| Singolare | Punti               | 75    | 44    | 22    | 12    | 6     | 0   | 4 | 2   | 0   |
| Singolare | Premi in denaro ($) | 9 880 | 5 820 | 3 450 | 2 000 | 1 165 | 720 | – | 360 | 185 |
| Doppio    | Punti               | 75    | 44    | 22    | 12    | –     | 0   | – | –   | –   |
| Doppio    | Premi in denaro ($) | 4 250 | 2 450 | 1 480 | 880   | –     | 500 | – | –   | –   |

## Campioni

### Singolare
Gabriel Diallo ha sconfitto in finale  Bu Yunchaokete con il punteggio di 6–3, 7–6(3).

### Doppio
Luke Saville /  Li Tu hanno sconfitto in finale  Mac Kiger /  Benjamin Sigouin con il punteggio di 6–4, 3–6, [10–3].